# سيرو مينوتي

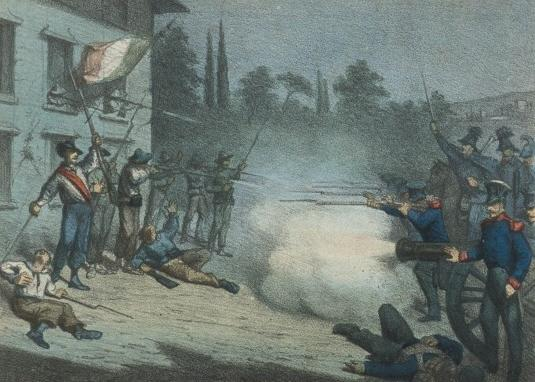
الهجوم على منزل سيرو مينوتي.

سيرو مينوتي (22 يناير/ كانون الثاني 1798 - 23 مايو/ أيار 1831)من الوطنيين الطليان و من مشاهير حركة توحيد إيطاليا.